# Первомайський (Світлинський район)
Первома́йський (рос. Первомайский) — селище у складі Світлинського району Оренбурзької області, Росія.

## Населення
Населення — 532 особи (2010; 846 у 2002).
Національний склад (станом на 2002 рік):
- росіяни — 53 %